# 瀬川智広
瀬川 智広（せがわ ともひろ、1970年10月21日 - ）は、日本のラグビー指導者、摂南大学スポーツ振興センター准教授、同ラグビー部監督。元ラグビー選手。

## プロフィール
- 兵庫県出身。
- 現役時代のポジションはスクラムハーフ(SH)。
- 身長 170cm、体重 80kg
- 関西学生代表に選ばれたことがある[1]。

## 略歴
高校からラグビーを始めた。 
1989年、明石西高校卒業後、大阪体育大学に入る。
1993年、大阪体育大学卒業後、東芝府中ラグビー部（現・東芝ブレイブルーパス）に加入。
2000年、東芝府中ラグビー部のコーチに就任。
2007年、東芝ブレイブルーパスの監督に就任。
2011年、東芝ブレイブルーパスの監督を退任。
2012年、7人制日本代表のヘッドコーチに就任。
2016年10月、7人制日本代表のヘッドコーチを退任。
2017年、東芝ブレイブルーパス監督へ復帰。
2019年、東芝ブレイブルーパスの監督を退任、GMに就任。
2020年、摂南大学スポーツ振興センター准教授、同ラグビー部監督に就任。